# Buky (rejon korosteński)
Buky (ukr. Буки) – wieś na Ukrainie, w obwodzie żytomierskim, w rejonie korosteńskim, w hromadzie Malin. W 2001 liczyła 195 mieszkańców, spośród których 194 wskazało jako ojczysty język ukraiński, a 1 rosyjski.